# Eilema nebuliferella
Eilema nebuliferella är en fjärilsart som beskrevs av Embrik Strand 1922. Eilema nebuliferella ingår i släktet Eilema och familjen björnspinnare. Inga underarter finns listade i Catalogue of Life.